# Maria Apollonia di Savoia
Maria Apollonia di Savoia (Torino, 9 febbraio 1594 – Roma, 13 luglio 1656) è stata una religiosa italiana.

## Biografia

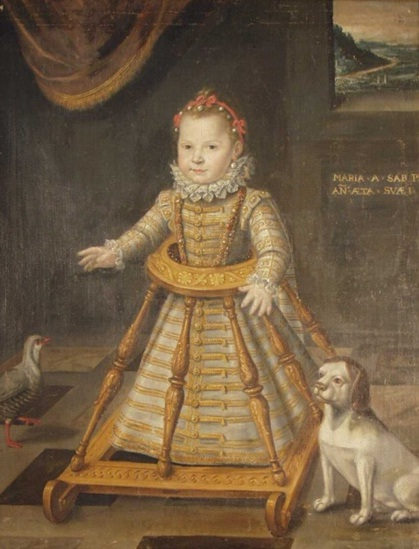
Maria Apollonia di Savoia da bambina ritratta tra il 1595 e il 1596.

### Infanzia
Figlia del duca di Savoia Carlo Emanuele I e di Caterina d’Asburgo, fu educata secondo le usanze spagnole, come da accordi presi a Corte. Su richiesta sua e della sorella Francesca Caterina, il 24 ottobre 1627 fu fondato a Torino un monastero dell'Ordine delle Suore Cappuccine di Milano e di Pavia.

### Suora
L'8 febbraio 1629 fece voto di verginità presso la personale cappella privata, ispirandosi ad una zia materna, governante dei Paesi Bassi e religiosa presso il locale Terz'Ordine di San Francesco. Scoperto che anche la sorella Francesca Caterina aveva fatto voto simile, assieme si dedicarono ad opere di carità e penitenze religiose; il 4 ottobre 1629 entrambe furono accolte nel Terz'ordine francescano.
In seguito ad ordini paterni, dovettero abbandonare Torino a causa di un'epidemia di peste, contribuendo comunque a distanza tramite la donazione dei soldi ricavati dalla vendita dei loro gioielli, e al ritorno nella città usarono 33.000 scudi, donati prima dal padre e poi dal fratello, per la ricostruzione di Torino.
Incoraggiate dall'Arcivescovo di Torino, fondarono un ricovero per il recupero delle prostitute, che arrivò ad ospitare fino a 60 donne, di cui molte ricevettero l'abito del Terz'ordine francescano.
Nel 1634 si recarono assieme al santuario della Madonna di Oropa per un periodo di riflessione, partecipando nel frattempo attivamente alla confezione e manutenzione dei paramenti.
Il 13 dicembre 1634 entrambe fecero la loro professione religiosa al Provinciale dei Cappuccini, nella loro cappella privata. Trasferitesi a Biella, si recarono nuovamente ad Oropa il 10 ottobre 1640. A causa di questo viaggio, Francesca Caterina contrasse una polmonite, che la uccise il 20 ottobre dello stesso anno; chiese d'essere sepolta nel santuario di Oropa. Conobbe San Giuseppe da Copertino quando egli era ad Assisi e con lui ebbe un rapporto epistolare di reciproca stima.

### Ultimi anni e morte
Dopo essersi ripresa, Maria iniziò a peregrinare in diverse città, venendo detta la "regal pellegrina" e giungendo nel 1650 a Roma, dove fu accolta da papa Innocenzo X. Tornò a Roma tre anni dopo, dove fu accolta nella locale vita nobiliare; all'improvviso s'ammalò, morendo il 13 luglio 1656. Fu inizialmente sepolta nella basilica dei Santi Apostoli a Roma, venendo poi traslata, per sua volontà, presso la basilica di San Francesco d'Assisi: la sua tomba si trova nel transetto sinistro della basilica inferiore.

### Causa di beatificazione
È stata aperta una causa di beatificazione per la principessa Maria Apollonia, e non si è ancora conclusa.

## Ascendenza
|                                |                   |                        | Genitori                        |  |  | Nonni |  |  | Bisnonni            |  |  | Trisnonni            |  |
|                                |                   |                        |                                 |  |  |       |  |  | Carlo III di Savoia |  |  | Filippo II di Savoia |  |
|                                |                   |                        |                                 |  |  |       |  |  | Carlo III di Savoia |  |  | Filippo II di Savoia |  |
|                                |                   | Claudina di Brosse     |                                 |  |  |       |  |  | Carlo III di Savoia |  |  |                      |  |
| Emanuele Filiberto I di Savoia |                   |                        |                                 |  |  |       |  |  | Carlo III di Savoia |  |  |                      |  |
|                                |                   | Beatrice di Portogallo | Manuele I del Portogallo        |  |  |       |  |  |                     |  |  |                      |  |
|                                |                   | Beatrice di Portogallo | Manuele I del Portogallo        |  |  |       |  |  |                     |  |  |                      |  |
|                                |                   | Beatrice di Portogallo | Maria d'Aragona e Castiglia     |  |  |       |  |  |                     |  |  |                      |  |
| Carlo Emanuele I di Savoia     |                   | Beatrice di Portogallo |                                 |  |  |       |  |  |                     |  |  |                      |  |
|                                |                   | Francesco I di Francia | Carlo di Valois-Angoulême       |  |  |       |  |  |                     |  |  |                      |  |
|                                |                   | Francesco I di Francia | Carlo di Valois-Angoulême       |  |  |       |  |  |                     |  |  |                      |  |
|                                |                   | Francesco I di Francia | Luisa di Savoia                 |  |  |       |  |  |                     |  |  |                      |  |
| Margherita di Francia          |                   | Francesco I di Francia |                                 |  |  |       |  |  |                     |  |  |                      |  |
|                                |                   | Claudia di Francia     | Luigi XII di Francia            |  |  |       |  |  |                     |  |  |                      |  |
|                                |                   | Claudia di Francia     | Luigi XII di Francia            |  |  |       |  |  |                     |  |  |                      |  |
|                                |                   | Claudia di Francia     | Anna di Bretagna                |  |  |       |  |  |                     |  |  |                      |  |
| Maria Apollonia di Savoia      |                   | Claudia di Francia     |                                 |  |  |       |  |  |                     |  |  |                      |  |
|                                | Carlo V d'Asburgo | Filippo d'Asburgo      |                                 |  |  |       |  |  |                     |  |  |                      |  |
|                                | Carlo V d'Asburgo | Filippo d'Asburgo      |                                 |  |  |       |  |  |                     |  |  |                      |  |
|                                | Carlo V d'Asburgo | Giovanna di Castiglia  |                                 |  |  |       |  |  |                     |  |  |                      |  |
| Filippo II di Spagna           | Carlo V d'Asburgo |                        |                                 |  |  |       |  |  |                     |  |  |                      |  |
|                                |                   | Isabella di Portogallo | Manuele I del Portogallo        |  |  |       |  |  |                     |  |  |                      |  |
|                                |                   | Isabella di Portogallo | Manuele I del Portogallo        |  |  |       |  |  |                     |  |  |                      |  |
|                                |                   | Isabella di Portogallo | Maria d'Aragona e Castiglia     |  |  |       |  |  |                     |  |  |                      |  |
| Caterina Michela d'Asburgo     |                   | Isabella di Portogallo |                                 |  |  |       |  |  |                     |  |  |                      |  |
|                                |                   | Enrico II di Francia   | Francesco I di Francia          |  |  |       |  |  |                     |  |  |                      |  |
|                                |                   | Enrico II di Francia   | Francesco I di Francia          |  |  |       |  |  |                     |  |  |                      |  |
|                                |                   | Enrico II di Francia   | Claudia di Francia              |  |  |       |  |  |                     |  |  |                      |  |
| Elisabetta di Valois           |                   | Enrico II di Francia   |                                 |  |  |       |  |  |                     |  |  |                      |  |
|                                |                   | Caterina de' Medici    | Lorenzo II de' Medici           |  |  |       |  |  |                     |  |  |                      |  |
|                                |                   | Caterina de' Medici    | Lorenzo II de' Medici           |  |  |       |  |  |                     |  |  |                      |  |
|                                |                   | Caterina de' Medici    | Madeleine de la Tour d'Auvergne |  |  |       |  |  |                     |  |  |                      |  |
|                                |                   | Caterina de' Medici    |                                 |  |  |       |  |  |                     |  |  |                      |  |